# Halina Kowalska (wiolonczelistka)
Halina Kowalska, córka Abrama (ur. 24 grudnia 1913 w Suwałkach, zm. 14 lutego 1998 w Kopenhadze) – polska wiolonczelistka pochodzenia żydowskiego.

## Życiorys
Od szóstego roku życia uczyła się gry – początkowo na skrzypcach, a później na wiolonczeli – u swojego ojca, który był dyrygentem orkiestry 41 Pułku Piechoty im. Józefa Piłsudskiego w Suwałkach. W wieku lat 17 rozpoczęła naukę w Konserwatorium Warszawskim, w klasie wiolonczeli u prof. Elego Kochańskiego. Studia ukończyła w maju 1939 r. Przed II wojną światową, będąc jeszcze studentką, występowała często w Polskim Radiu, m.in. ze sławnym pianistą Ludwikiem Ursteinem i ze swoim bratem – skrzypkiem Henrykiem Kowalskim. Grzegorz Fitelberg dobierał ją też często do składu Orkiestry Symfonicznej PR.
W 1933 r. wyszła za mąż za altowiolistę Henryka Trzonka. Podczas okupacji niemieckiej występowała wspólnie z nim na tajnych i jawnych koncertach muzyki kameralnej. 3 grudnia 1943 r. Henryk został rozstrzelany w egzekucji ulicznej. Już wcześniej, bo pod koniec 1942 r. Halina ukrywała się w aryjskiej części Warszawy razem z córką Lucyną, ponieważ Niemcy odkryli jej żydowskie pochodzenie. Po śmierci męża schroniła się najpierw w mieszkaniu Kazimierza Wiłkomirskiego, a potem u Eugenii Umińskiej, gdzie urodziła drugą córkę Henrykę Trzonek. Następnie przebywała z młodszą córką w Domu im. ks. Boduena, przy ul. Nowogrodzkiej w Warszawie. Starsza córka została umieszczona w sierocińcu Sióstr Franciszkanek Rodziny Maryi przy ul. Żelaznej. Przed wybuchem powstania wszystkie trzy znalazły azyl w Cegłowie k. Mińska Mazowieckiego, dzięki staraniom Felicji Krysiewicz – siostry kompozytora Piotra Perkowskiego. W ratowanie Haliny Kowalskiej i jej córek, oprócz wymienionych, zaangażowani byli m.in.: Irena Dubiska, Roman Padlewski i Jerzy Waldorff
Po wyzwoleniu Halina Kowalska rozpoczęła w 1945 r. pracę w Polskim Radiu. Wespół ze Stefanem Rachoniem była współzałożycielką Warszawskiej Orkiestry PR. Przez 25 lat pełniła w niej funkcję koncertmistrza. Równocześnie występowała jako solistka i była członkiem zespołów kameralnych: Kwartetu Warszawskiego, Sekstetu PR i Tria z udziałem Niny Stokowskiej – skrzypce i Ludwika Kurkiewicza – klarnet. Dokonała niezliczonej ilości nagrań dla radia, a uwieńczeniem jej sukcesów na tym polu było nagranie wspólnie z Władysławem Szpilmanem Introdukcji i Poloneza C-dur op.3 oraz Grand Duo Concertant E-dur Fryderyka Chopina – w ramach serii płytowej Polskich Nagrań pt. „Dzieła wszystkie Fryderyka Chopina”. Wielokrotnie występowała również za granicą z różnymi orkiestrami i jako solistka.
Po wydarzeniach marcowych 1968 r. była szykanowana z powodu pochodzenia żydowskiego i wskutek tego w 1970 r. opuściła Polskę, udając się na emigrację do Danii. Tam, w Kopenhadze, wygrała konkurs na stanowisko I wiolonczelistki Narodowej Orkiestry Symfonicznej Duńskiego Radia i pracowała w tej orkiestrze przez 13 kolejnych lat. Nadal występowała jako solistka i kameralistka, m.in. z córkami: Henryką Trzonek – skrzypaczką i Lucyną Trzonek-Lange – wiolonczelistką. Żyjąc na emigracji odwiedzała Polskę. Nagrano z nią w tym okresie wiele wywiadów radiowych i film telewizyjny, w ramach cyklu pt. „To lubię”. Została przeproszona za doznane krzywdy przez kierownictwo radia, radiokomitetu i SPAM. Zmarła w Kopenhadze 14 lutego 1998 r.